# Slavko Vraneš
Slavko Vraneš Pljevlja, RFS Yugoslavia, actual Montenegro, 30 de enero de 1983) es un exjugador de baloncesto montenegrino que se retiró en el KK Metalac Valjevo de la Liga Serbia de Baloncesto. Con 2,29 m (7′ 6″) de estatura, jugaba en la posición de pívot.

## Trayectoria deportiva
Comenzó jugando al baloncesto en el equipo serbio FMP Železnik, donde militó desde 1997 hasta 2001. En su año júnior fue fichado por el Tofaş S.K. turco, aunque en la campaña 2000-01 se marchó al Efes Pilsen. En enero de 2001 regresó a su país de la mano del KK Budućnost Podgorica, donde jugó dos temporadas en las que no superó los 1.3 puntos y 1.8 rebotes por partido. En el Budućnost se coronó campeón de la liga y copa yugoslava.
El 26 de junio de 2003 fue seleccionado en el Draft de la NBA de 2003 por New York Knicks, aunque fue despedido por el equipo en diciembre de ese año sin debutar oficialmente. El 5 de enero de 2004 firmó un contrato de 10 días con Portland Trail Blazers, donde sólo disputó 3 minutos en un partido de liga regular.
Una vez que su contrato expiró, fue contratado en febrero por el Estrella Roja de Belgrado, hasta que fue despedido en agosto de 2004. Desde 2004 hasta 2007 militó en el Budućnost por segunda vez en su carrera, y en octubre de 2007 firmó un contrato de tres años con el KK Partizan, donde ganó tres Ligas del Adriático y tres Ligas serbias.
En julio de 2010 fichó por el UNICS Kazán de la Liga rusa.
En 2011 se marchó a la Superliga de baloncesto de Irán, donde jugó primero en el Petrochimi Iman Harbour, y en 2012 en el Mahram Tehran. 
En 2013 regresó a los Balcanes para jugar en la Liga serbia, en el equipo Metalac Valjevo. Sin embargo, en octubre de ese mismo año, volvió a la Liga iraní fichando por el Zob Ahan Isfahan. En 2015 regresó al Metalac Valjevo, y a mediados de año, firmó de nuevo con el Petrochimi Iman Harbour iraní. A finales de año fichó por el Ayandeh Sazan Tehran. En 2017 regresó a Europa fichando de nuevo por el Metalac Valjevo de la Liga serbia, y se retiró al año siguiente.
También ha jugado con la selección de Montenegro, donde ha sido un miembro destacado, aunque no a nivel colectivo.

## Estadísticas de su carrera en la NBA

### Temporada regular
| Temporada | Edad | Equipo                 | Liga | P | TIT | MIN | TC  | TCA | %TC  | 3P  | 3PA | %3P | TL  | TLA | %TL | R.OF. | R.DEF. | REB | ASIS | ROB | TAP | PER | FP  | PTS |
| 2003-04   | 21   | Portland Trail Blazers | NBA  | 1 | 0   | 3.0 | 0.0 | 1.0 | .000 | 0.0 | 0.0 |     | 0.0 | 0.0 |     | 0.0   | 0.0    | 0.0 | 0.0  | 0.0 | 0.0 | 0.0 | 1.0 | 0.0 |
| Total     |      |                        | NBA  | 1 | 0   | 3.0 | 0.0 | 1.0 | .000 | 0.0 | 0.0 |     | 0.0 | 0.0 |     | 0.0   | 0.0    | 0.0 | 0.0  | 0.0 | 0.0 | 0.0 | 1.0 | 0.0 |

## Selección nacional
Fue miembro de la selección de baloncesto de Montenegro, llegando a integrar el plantel que disputó el Eurobasket 2011. 